# Józef Miaskowski (zm. 1833)
Józef Miaskowski herbu Bończa II (zm. 1833) – podkomorzy królewski w 1780 roku, szambelan króla Stanisława Augusta Poniatowskiego, poseł na Sejm Czteroletni w 1790 roku z województwa kaliskiego  i na sejm w 1784, członek obozu reform, jeden z organizatorów powstania kościuszkowskiego w Wielkopolsce, członek Sądu Kryminalnego województwa poznańskiego, sędzia ziemiański kościański i ziemi wschowskiej, rotmistrz chorągwi 1. Brygady Kawalerii Narodowej w 1792 roku.
29 kwietnia 1791 roku przyjął obywatelstwo miejskie w ratuszu Starej Warszawy.  2 maja 1791 roku podpisał asekurację, w której zobowiązał się do popierania projektu Ustawy Rządowej. 